# Minden (New York)
Minden è un comune degli Stati Uniti d'America, situato nello stato di New York, nella contea di Montgomery.